# كأس إيطاليا 1936–37
كأس إيطاليا 1936–37 (بالإيطالية: Coppa Italia 1936-1937)‏ هو الموسم 4 من كأس إيطاليا. أقيم خلال الفترة 25 أكتوبر 1936 وحتى 6 يونيو 1937، وأشرف على تنظيمه اتحاد إيطاليا لكرة القدم، وكان عدد الأندية المشاركة فيه 108، وفاز فيه نادي جنوى.